# Dactylophorosoma nivisatelles
Dactylophorosoma nivisatelles är en mångfotingart som beskrevs av Karl Wilhelm Verhoeff 1900. Dactylophorosoma nivisatelles ingår i släktet Dactylophorosoma och familjen knöldubbelfotingar. Utöver nominatformen finns också underarten D. n. toblingensis.